# Manuel Viola i Gamón
José Viola Gamón, conegut pel pseudònim Manuel Viola (Saragossa, 18 de maig de 1916 – San Lorenzo de El Escorial, 8 de març de 1987) fou un poeta i pintor català i espanyol.

## Biografia
Pintor i poeta, membre de l'equip redactor de la revista Art (Lleida, 1933-1934). El 1934 es trasllada a Barcelona on entra en contacte amb l'ADLAN i signa, juntament amb M. A. Cassanyes, el manifest de l'exposició Logicofobista. Exiliat a França, l'any 1940 s'instal·la a París, on participa dels cercles artístics moderns i col·labora amb el moviment surrealista francès. El 1944 realitza les seves primeres pintures i comença a participar, sota el pseudònim de Manuel, en diferents exposicions col·lectives. L'any 1949 retorna a Espanya i fixa la seva residència a Torremolinos (Màlaga), on reprendrà una intensa tasca artística que el durà a integrar-se l'any 1958 al grup artístic El Paso, un dels nuclis capdavanters de la pintura informalista a l'Estat Espanyol.

### Lleida i la revistaArt
Fill de Josep Viola Balagueró i de Pilar Gamón Aznar, Josep Viola arriba a Lleida l'any 1923, la ciutat natal del seu pare, que el confia a la seva àvia i a dues tietes. Estudia al Convent de la Mercè, situat al costat de la casa on vivia la família, i l'any 1926 ingressa a l'Institut de Segon Ensenyament on, l'octubre d'aquell mateix any, comença el primer curs de batxillerat.
L'any 1930, com a conseqüència d'una exposició del col·lectiu Studi d'Art al Museu d'Art Jaume Morera, Viola entra en contacte amb Antoni Garcia Lamolla i Leandre Cristòfol, dos artistes amb qui mantindrà a partir d'aquells moments una estreta relació i que Viola admirava especialment. Una de les amistats més transcendentals que va fer a Lleida fou la d'Enric Crous, dibuixant, pintor, poeta i tipògraf. Viola en aquella època ja era un home d'idees revolucionàries, però la seva connexió amb Crous va ser important, ja que d'aquesta relació en data una militància política que fins llavors no havia tingut.
Als quinze anys va formar part de l'equip redactor de la revista Art juntament amb Enric Crous, Antoni Garcia Lamolla i Antoni Bonet. El primer número d'aquesta revista va sortir al carrer el mes de març del 1933, i Viola participa en sis dels deu números que es van publicar amb poemes i diversos textos teòrics sobre art, música i ball, signats indistintament J. V. Gamón, J. Viola, José Viola o J. Viola G., sense comptar algunes de les pàgines fetes juntament amb Crous, signades com Cocktail.

### Trasllat a Barcelona
L'any 1934 es trasllada a Barcelona on continua els seus estudis de Filosofia i Lletres i entra en contacte amb figures de la talla de Remedios Varo o Esteban Francés. Aquesta arribada a Barcelona coincideix amb el moment en què s'adscriu directament al moviment surrealista a partir dels contactes amb les activitats promogudes pel grup ADLAN (Amics De L'Art Nou). El mes de maig de l'any 1936, juntament amb Magí Cassanyes, signa el Manifest Logicofobista, en una exposició presentada a les Galeries Catalònia on també hi participaran Antoni Garcia Lamolla i Leandre Cristòfol. A la mostra s'hi van exposar 39 obres de 14 artistes, els quals es van presentar com el “grup surrealista inscrit a A.D.L.A.N.” L'any 1935 Antoni Garcia Lamolla exposa al Centro de la Construcción de Madrid. Aquesta mostra va provocar una polèmica envers el surrealisme amb crítiques contra aquest corrent. Viola publica un extens article on defensa la figra de l'artista i amic i reivindica la seva consciència surrealista. L'any 1936, amb l'esclat de la Guerra Civil, Viola canvia la plasticitat poètica del surrealisme, fins aquells moments al servei del pensament i la filosofia, per alinear-la al costat de la revolució. Aquest mateix any Viola signa un escrit inèdit titulat “De la Revolución Surrealista al Surrealismo al servicio de la Revolución”, defensant que el surrealisme havia de fer un pas al materialisme dialèctic, aconseguint així una nova consciència amb què atacar els conceptes de família, pàtria i religió que fonamenten la moral burgesa.

### Viola durant la Guerra Civil i l'exili
Els seus estudis universitaris es van veure truncats per l'esclat de la Guerra Civil espanyola, on Viola participa activament des del primer moment combatent en les milícies del POUM - on va fer amistat amb el poeta Benjamin Péret - i arribant a ser Comissari Polític d'una de les brigades de l'Exèrcit Republicà.
Després de lluitar als fronts de Mallorca, l'Aragó i l'Ebre Viola s'exilia a França, on va lluitar com a membre de la Legió Estrangera per després passar a ser membre actiu de la Resistència, fins al punt que va haver de canviar-se el nom pel de Manuel, amb el qual serà conegut a partir d'aquests moments i que farà servir fins a la seva mort..L'any 1940 s'instal·la a París, ciutat on un any més tard entra en contacte amb els cercles artístics moderns i col·labora amb les publicacions del grup La Main à plume, el qual intentava reunir els artistes surrealistes que s'havien dispersat amb la guerra. Viola, l'únic clandestí del grup, participa activament en tots els debats interns i publica un gran nombre de textos poètics i teòrics els quals signa com «J. V. Manuel».
A partir del 1944 Viola viu a Normandia, on comença a pintar i evoluciona ràpidament cap a l'abstracció. L'any 1945 torna a París i allí coneix a Picabia, Hartung, Schneider, Soulanges, Ubac, Camille Bryen, Charles, Estienne i Claieux, amb els quals participa en diverses exposicions col·lectives, com per exemple la del Saló des Surindépendants. També forma part de l'exposició “Espagnols de l'École de Paris” el 1946 i el mateix any participa, conjuntament amb altres artistes, en el famós mural realitzat per al Centre Psiquiàtric de Sainte-Anne.

### Retorn a Espanya
L'any 1949 torna a Espanya, on contrau matrimoni amb Laurence Iché i s'instal·la a Torremolinos. Mai, però, abandona el contacte amb el grup d'artistes espanyols de la capital francesa. El 1951, a través d'una parella de pintors nord-americans residents a Torremolinos, Viola entra en contacte amb l'Action Painting, la pintura gestual que en aquells moments es duia a terme als Estats Units. El 1953 presenta una exposició individual a Madrid, a la Galeria Estilo.
El 1954 fa diferents viatges a París, i el 1956 la Galeria Claude Bernard adquireix la totalitat de les seves obres. Dos anys més tard, el 1958, un dels seus quadres, La saeta, l'hi serveix com a carta de presentació per a incorporar-se al grup El Paso,. Es tracta d'una obra clarament inserida dins els paràmetres de l'expressionisme abstracte, que combina la força del gest pictòric amb un fort contrast de llum i ombres que remetien a la tradició pictòrica espanyola. Fins llavors va prevaler en el seu estil les referències figuratives i l'al·lusió al paisatge, com mostra la seva obra Pelea de gallos. Aquest grup comparteix amb els seus integrants l'obstinació de connectar la pintura espanyola amb els corrents pictòrics que imperaven a Europa.
Aquest període suposa per a Viola la consolidació d'un estil molt personal. La seva obra es podria definir com una anàlisi de la mística pròpia de l'univers espanyol partint d'una tensió espiritual que entronca, per una banda, amb la tradició de la pintura barroca i amb l'Espanya negra pròpia de la pintura de Darío de Regoyos, i per l'altra banda entronca amb una disposició del gest i la pintura sobre la tela que l'alinea amb la variant americana de l'informalisme, l'expressionisme abstracte i amb Kline i Rothko. En els primers anys del seu canvi d'estil de 1958 la seva pintura prescindeix del color, i treballa bàsicament a partir de blancs i negres, amb una àmplia gamma intermèdia de grisos i alguna terra de gran efecte. Aquesta etapa de tenebrisme per la qual passa l'artista arriba fins al 1961, moment en què sent la necessitat de reprendre el color de les seves primeres creacions.
En els anys posteriors, del 1959 al 1961, Viola fa múltiples viatges arreu del món amb motiu de les seves exposicions. L'any següent treballa vuit mesos a Brussel·les elaborant el decorat per al “tablao Flamenco Zambra”, estrenat en el teatre de les Nacions a París. El 1964 exposa a la Bienal de Venecia, a la Sala principal del Pavelló Espanyol, i el 1968 ho fa a la Bienal de Quito (Ecuador), on és l'únic invitat no sud-americà. Tres anys més tard, el 1971, presenta una exposició antològica al Museu d'Art Contemporani de Madrid.

### Retorn a Lleida
No serà fins a l'any 1972 que retorna a Lleida, on presenta la seva primera exposició a la Sala Gosé del Col·legi d'Arquitectes d'aquesta ciutat, després d'anys d'absència. Al mateix any exposa al Palau de la Lonja de Saragossa i a la Sala Gaudí de Barcelona, que avui posseeix una part de la seva obra. El 1983 fa una segona mostra a la Galeria Alfòs, amb 45 peces triades per ell mateix i on hi figurava una pintura clau en la seva obra, “Finestra cap a la mort”. Entre les seves mostres antològiques, cal destacar la que va oferir a Madrid el Museu d'Art Contemporani, i després a la Llotja de Saragossa, el 1972. Va rebre la Medalla d'Or d'aquesta ciutat, el 1980. Viola mor el 8 de març de 1987 a l'Escorial (Madrid).
Els fons del Museu d'Art Jaume Morera contenen 11 obres d'aquest artista, entre elles Oniro (c. 1936) i La Procesión II (1961). També podem trobar obres seves al Museu Abelló de Mollet del Vallès.